# Bernabé Jiménez de Illescas
Bernabé Jiménez de Illescas o Ximénez de Illescas (Lucena (Córdoba), 1608-Andújar, 1678) fue un pintor barroco español.

## Biografía
Bautizado el 21 de junio de 1608 en la parroquial de San Mateo de Lucena, actuaron como padrinos el regidor de la villa y su mujer, lo que podría confirmar el origen noble que le atribuyó Antonio Palomino, quien le decía hijo de padres nobles. Según contaba Palomino, se inició de niño en el dibujo aunque abrazó luego la carrera de las armas. Siguiendo el oficio militar llegó a Italia y en Roma, aun joven, recuperó su afición a la pintura, perfeccionándose con la copia de los grandes maestros. Tras pasar seis años en Roma regresó a Lucena especializado en la pintura decorativa de grutescos y follajes. No pintó mucho, decía también Palomino, pues nunca abandonó por completo su inclinación a la milicia, pero tuvo algunos discípulos, entre ellos el arquitecto y presbítero Leonardo Antonio de Castro y su pariente Fray Juan del Santísimo Sacramento. Habiéndose casado en Lucena en 1628, con veinte años, y documentándose allí el nacimiento de sus dos hijos mayores en 1632 y 1634, el viaje a Roma, si tuvo lugar, debió de hacerlo entre esta fecha y 1641 cuando se documenta el pago de una pintura para la parroquial de Monturque.
De su actividad como decorador y pintor figurativo se conocen las pinturas de la cúpula de la capilla del Sagrario en la iglesia parroquial de San Mateo de Monturque, de las que se habría encargado hacia 1643 en colaboración con el escultor Bartolomé Gómez del Río. En ellas, los cuatro padres de la Iglesia latina, en enmarcamientos trapezoidales, alternan con símbolos eucarísticos. Además, se le atribuye una copia de La túnica de José de Velázquez, conservada en el presbiterio de la iglesia de San Miguel de Córdoba, y el policromado de algunas esculturas, como el Cristo amarrado a la columna de Pedro Roldán (iglesia de Santiago de Lucena) o el Nazareno de la Cofradía de la Pasión de Lucena esculpido por Pedro de Mena, con quien Bernabé Jiménez mantuvo correspondencia e intermedió en algunos encargos.